# Pungert (Loški Potok, Slovenija)
Pungert je naselje u slovenskoj Općini Loškom Potoku. Pungert se nalazi u pokrajini Dolenjskoj i statističkoj regiji Donjoposavskoj regiji. 

## Stanovništvo
Prema popisu stanovništva iz 2002. godine naselje je imalo 14 stanovnika.